# FBI (serie de televisión)
FBI es una serie de televisión estadounidense de drama creada por Dick Wolf y Craig Turk que se transmite en CBS, se estrenó el 25 de septiembre de 2018. El 20 de septiembre de 2017, CBS ordenó FBI para una serie de 13 episodios. En abril de 2024, la serie fue renovada hasta su novena temporada. La séptima temporada se estrenó el 15 de octubre de 2024.

## Elenco y personajes

### Principales
- Missy Peregrym como Maggie Bell: Agente Especial del FBI[4]
- Zeeko Zaki como Omar Adom 'OA' Zidan: Agente Especial del FBI[5][6]
- Jeremy Sisto como Jubal Valentine: Asistente Especial encargado del FBI[7][8]
- Ebonée Noel como Kristen Chazal (temporadas 1–2)[9][8]
- Sela Ward como Dana Mosier (temporada 1): Agente Especial del FBI, la supervisora del equipo[10]
- Alana de la Garza como Isobel Castille (temporada 2–presente; invitada temporada 1): Agente Especial del FBI, la supervisora del equipo, en sustitución de Dana Mosier.[11]
- John Boyd como Stuart Scola (temporada 2–present): Agente Especial del FBI
- Katherine Renee Turner como Tiffany Wallace (temporada 3–present): Agente Especial del FBI, es la sustituta de Kristen.

### Recurrentes
- Derek Hedlund como Agente Especial JT (temporadas 1–2)
- Rodney Richardson como Ray Stapleton (temporada 1)
- Nina Lisandrello como Eve Nettles (temporada 1)
- Taylor Anthony Miller como Kelly Moran (temporada 2–present)
- Roshawn Franklin como Trevor Hobbs (temporada 2–present)
- Vedette Lim como Elise Taylor (temporada 2–present)
- Catherine Haena Kim como Emily Ryder (temporada 2)
- Josh Segarra como Nestor Vertiz (temporada 3)
- David Zayas como Antonio Vargas (temporadas 3–4)
- Kathleen Munroe como Rina Trenholm (temporadas 3–4)
- Piter Marek como Rashid Bashir (temporada 4)
- Shantel VanSanten como Nina Chase (temporadas 4–5)

### Invitados especiales
- Connie Nielsen como Ellen Solberg
- Billy Burke como Rowan Quinn
- R. Ward Duffy como John Van Leer

## Episodios
| Temporada | Temporada | Episodios | Episodios | Emisión original         | Emisión original    |
| Temporada | Temporada | Episodios | Episodios | Primera emisión          | Última emisión      |
| --------- | --------- | --------- | --------- | ------------------------ | ------------------- |
|           | 1         | 22        | 22        | 25 de septiembre de 2018 | 14 de mayo de 2019  |
|           | 2         | 19        | 19        | 24 de septiembre de 2019 | 31 de marzo de 2020 |
|           | 3         | 15        | 15        | 17 de noviembre de 2020  | 25 de mayo de 2021  |
|           | 4         | 21        | 21        | 21 de septiembre de 2021 | 17 de mayo de 2022  |
|           | 5         | 23        | 23        | 20 de septiembre de 2022 | 23 de mayo de 2023  |
|           | 6         | 13        | 13        | 13 de febrero de 2024    | 21 de mayo de 2024  |
|           | 7         | 22        | 22        | 15 de octubre de 2024    | 20 de mayo de 2025  |

## Producción

### Desarrollo
El 20 de septiembre de 2017, CBS ordenó FBI para una serie de 13 episodios. El 11 de octubre de 2018, se anunció que la serie había recibido un pedido de temporada completa (22 episodios) por parte de CBS. En enero de 2019, CBS renovó la serie para una segunda temporada que se estrenó el 24 de septiembre de 2019. El 6 de mayo de 2020, la serie fue renovada para una tercera temporada, que se estrenó el 17 de noviembre de 2020. El 24 de marzo de 2021, CBS renovó la serie para una cuarta temporada, que se estrenó el 21 de septiembre de 2021.
El 9 de mayo de 2022, CBS renovó la serie para una quinta y sexta temporada. La quinta temporada se estrenó el 20 de septiembre de 2022. La sexta temporada se estrenó el 13 de febrero de 2024. El 9 de abril de 2024, CBS renovó la serie para las séptima a novena temporadas. La séptima temporada se estrenó el 15 de octubre de 2024.

### Casting
El 1 de marzo de 2018, Zeeko Zaki fue elegido para el papel de Omar Adom. Una semana después, se anunció que Jeremy Sisto y Ebonée Noel se habían unido al reparto. El 15 de marzo de 2018, Missy Peregrym se unió al reparto como Maggie. El agente especial del FBI, Ellen Solberg, en el primer episodio ("Pilot") fue interpretada por Connie Nielsen. El 16 de mayo de 2018, se anunció que Nielsen abandonó la serie por razones no reveladas.
Desde el segundo episodio («Green Birds») en adelante, el nuevo personaje Dana Mosier cumple un papel similar al del personaje de Nielsen y es interpretada por la ex-estrella de CSI: NY Sela Ward. El 14 de mayo de 2019, se anunció que Ward abandonaría la serie tras la primera temporada. El 9 de julio de 2019, Alana de la Garza, que interpretó a Isobel Castille como invitada en la primera temporada, fue promovida al elenco principal para la segunda temporada. El 6 de agosto de 2019, John Boyd fue elegido para interpretar al agente especial Stuart Scola, en un papel recurrente. El 7 de octubre de 2019, Boyd fue promovido al elenco principal. El 28 de agosto de 2020, Katherine Renee Turner se unió al elenco principal. El 20 de abril de 2022, se anunció que Shantel VanSanten regresaría como la agente especial Nina Chase en un papel recurrente, mientras Peregrym se ausentaba por su embarazo.

## Recepción

### Recepción de la crítica
En el sitio web agregador de reseñas Rotten Tomatoes, la primera temporada tiene un índice de aprobación del 63% basado en 24 revisiones, con una calificación promedio de 6.22 sobre 10. El consenso crítico del sitio dice: "La nueva serie de Dick Wolf tiene un reparto convincente y adrenalina, aunque algunos espectadores pueden encontrar demasiado familiar las fórmulas de procedimiento anteriores del mega productor." Metacritic, que utiliza un promedio ponderado, asignó un puntaje de 57 sobre 100 sobre la base de 13 revisiones, indicando "críticas mixtas o promedio".

### Audiencias
| Temporada | Horario (ET)      | Episodios | Primera emisión          | Primera emisión      | Última emisión      | Última emisión       | Ranking | Promedio de espectadores (millones) |
| Temporada | Horario (ET)      | Episodios | Fecha                    | Audiencia (millones) | Fecha               | Audiencia (millones) | Ranking | Promedio de espectadores (millones) |
| --------- | ----------------- | --------- | ------------------------ | -------------------- | ------------------- | -------------------- | ------- | ----------------------------------- |
| 1         | martes 9:00 p. m. | 22        | 25 de septiembre de 2018 | 10.09                | 14 de abril de 2019 | 8.56                 | 11      | 12.37                               |
| 2         | martes 9:00 p. m. | 19        | 24 de septiembre de 2019 | 8.83                 | 31 de marzo de 2020 | 10.85                | 4       | 12.55                               |
| 3         | martes 9:00 p. m. | 15        | 17 de noviembre de 2020  | 8.21                 | 25 de mayo de 2021  | 7.08                 | 5       | 10.98                               |
| 4         | martes 8:00 p. m. | 21        | 21 de septiembre de 2021 | 7.12                 | 17 de mayo de 2022  | 7.15                 | 4       | 10.29                               |
| 5         | martes 8:00 p. m. | 23        | 20 de septiembre de 2022 | 6.81                 | 23 de mayo de 2023  | 6.54                 | 4       | 9.52                                |
| 6         | martes 8:00 p. m. | 13        | 13 de febrero de 2024    | 7.70                 | 21 de mayo de 2024  | 6.14                 | 6       | 8.82                                |
| 7         | martes 8:00 p. m. | 22        | 15 de octubre de 2024    | 5.89                 | 20 de mayo de 2025  | 6.18                 |         |                                     |

## Series derivadas
El 29 de enero de 2019, se anunció que CBS había organizado un piloto introductorio con la posibilidad de crearse una serie derivada titulada FBI: Most Wanted con el episodio emitiéndose en los últimos episodios de la primera temporada. La serie se centrará en la división del FBI encargada de rastrear y capturar a los criminales más notorios de la lista de los más buscados por el FBI. Según Dick Wolf, la serie derivada está lista para lanzar una franquicia de series interconectadas similares a las franquicias Chicago y Law & Order de Wolf en NBC. Los actores que aparecieron en el piloto introductorio fueron: Julian McMahon, Alana de la Garza, Kellan Lutz, Roxy Sternberg, y Nathaniel Arcand, así como Keisha Castle-Hughes. El 9 de mayo de 2019, CBS había ordenado la producción de la serie.
La segunda serie derivada de FBI es FBI: International, también de Dick Wolf. La serie se estrenó en CBS el 21 de septiembre de 2021.